# Hornpaddor
Hornpaddor (även kallade horngrodor, prakthorngrodor eller prakthornpaddor), (Ceratophrys) är ett släkte av groddjur som ingår i familjen Ceratophryidae.
Arterna förekommer i tropiska delar av Sydamerika.
Arter enligt Catalogue of Life:
- Ceratophrys aurita
- Ceratophrys calcarata
- Ceratophrys cornuta
- Ceratophrys cranwelli
- Ceratophrys joazeirensis
- Ceratophrys ornata
- Ceratophrys stolzmanni
- Ceratophrys testudo